# Робертс, Чарльз Джордж Дуглас
Сэр Чарльз Джордж Дуглас Робертс, (англ. Charles George Douglas Roberts), (10 января 1860, Дуглас, графство Йорк, провинция Нью-Брансуик, Канада — 26 ноября 1943, Торонто, Канада) — известный канадский поэт и писатель-натуралист, автор многочисленных сборников стихов и принёсших ему мировую известность книг о природе. Родившийся в Восточной Канаде, Чарльз Робертс с детских лет наблюдал в диких лесах, занимавших большую часть провинции, жизнь птиц и зверей, которые стали позднее героями его прозаических произведений. Книги писателя неоднократно переиздавались на русском языке.

## Биография
Чарльз Робертс родился в приходе Дуглас и был старшим сыном в семье священника англиканской церкви Джорджа Г. Робертса, (англ. George Goodridge Roberts). Мать — Эмма Уэтмор Блисс, (англ. Emma Wetmore Bliss).
До 14 лет Чарльз получал домашнее образование и только после переезда семьи в город Фредериктон, где отец служил каноником кафедрального собора Иисуса Христа, продолжил учёбу в средней школе.
В 1876 году поступил в старейший англоязычный университет Канады — UNB, (англ. University of New Brunswick). После завершение обучения (1879 — бакалавр, 1881 — магистр) преподавал в городском колледже, но уже тогда решил посвятить себя литературе.
В 1878—1879 гг. в журналах Канады и США появились первые стихотворения Чарлза Робертса, а в 1880 году — первый сборник стихов «Orion, and Other Poems».
В 1880 году Робертс женился на Мэри Фенети, (англ. Mary Fenety). В браке родились пять детей.
В 1883—1884 гг. работал редактором литературного журнала в Торонто. С 1885 по 1895 годы преподавал в Университете королевского колледжа, (англ. University of King's College) в городе Виндзор, Новая Шотландия. Опубликовал очередные стихотворные сборники и прозаические произведения, завоевавшие широкую популярность в Канаде
В 1893 году был избран членом Канадского Королевского общества поощрения наук и искусств.
Уволившись из университета, Робертс решил посвятить себя исключительно писательскому труду. В 1897 году он оставил семью и переехал в Нью-Йорк.
В 1897—1898 гг. работал помощником редактора журнала The Illustrated American.
С 1907 года Робертс жил в Европе — сначала в Париже, с 1910 года — в Мюнхене, а с 1912 года — в Лондоне.
В 1914 году Чарльз Робертс был призван в английскую армию. После окончания военных действий был переведён в лондонское бюро армии Канады.
В 1925 году он вернулся на родину.
28 октября 1943 года Робертс вторично женился на Джоан Монтгомери, (англ.  Joan Montgomery), но вскоре заболел и умер в Торонто 26 ноября 1943 года.

## Поэзия

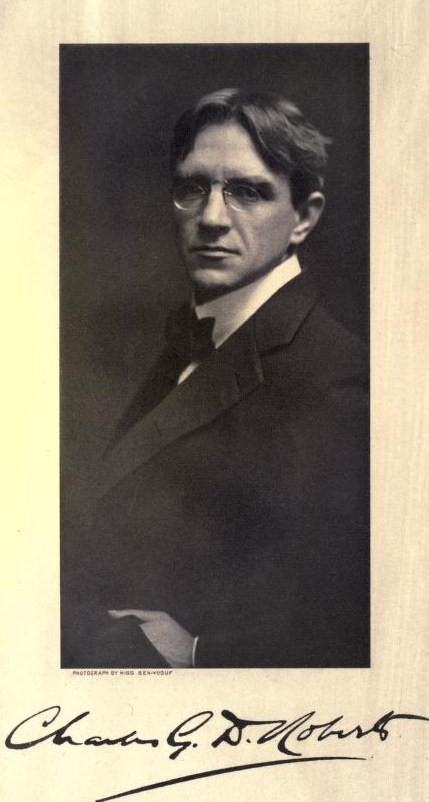
Чарльз Робертс
Фото из книги «Poems», 1901 г.

Творчество Чарльза Робертса было характерно для группы поэтов-романтиков, известных в истории литературы, как «поэты Конфедерации», воспевавшие идею единой канадской нации и своеобразную канадскую природу. В первый же изданный им сборник «Orion and Other Poems» были включены стихотворения «Ода Канадской Конфедерации» и «Канада». В сборнике «Песни будней», (англ. Songs of the Common Day), Робертс поэтизировал труд фермеров и лесорубов, рыбаков и охотников и их неразрывную связь с природой («Первая пахота», «Зимнее утро фермера» и другие стихотворения).
Основные прижизненные сборники поэтических произведений:
- Ways Orion and Other Poems (1880)
- In Divers Tones (1886)
- Songs of the Common Day (1893)
- The Book of the Native (1897)
- New York Nocturnes and Other Poems (1898)
- Poems (1901)
- The Book of the Rose (1903)
- New Poems (1919)
- The Vagrant of Time (1927)
- The Iceberg and Other Poems (1927)
- Selected Poems of Sir Charles G.D. Roberts (1936)
- Flying Colours (1942)

## Книги о дикой природе
Своеобразный жанр рассказов о природе, характерный для творчества натуралистов-любителей Чарльза Робертса, Э. Сетон-Томпсона и В. Лонга, явился вкладом канадских писателей в мировую литературу.
В анималистских рассказах Робертса описание поведения зверей и птиц настолько очеловечено, что служит иллюстрацией к мыслям автора о проблемах и нравах, присущих людям.
Своим наблюдениям за привлекательным миром дикой и свободной природы, сопоставлению его с жестокостью современного ему индустриального общества и важности отказа от некоторых достижений цивилизации писатель посвятил большое число произведений, которые неоднократно переиздавались и переводились на другие языки:
- Reube Dare’s Shad Boat: a tale of the tide country (1895)
- Earth’s Enigmas (1896)
- The Forge in the Forest (1896)
- The Heart of the Ancient Wood (1900)
- The Haunters of the Silences (1900)
- The Kindred of the Wild (1902)
- The Watchers of the Trails (1904)
- Red Fox (1905)
- The Little People of the Sycamore (1906)
- The Return to the Trails (1906)
- In the Deep of the Snow (1907)
- The House in the Water (1908)
- Neighbours Unknown (1910)
- More Kindred of the Wild (1911)
- Children of the Wild (1913)
- The Secret Trails (1916)
- Wisdom of the Wilderness (1922)
- Further Animal Stories (1936)

## Оценка заслуг
В 1893 году был избран членом Канадского Королевского общества, (англ. Royal Society of Canada).
В 1898 году был избран членом Национального института искусств и литературы США.
В 1926 году Королевское общество Канады наградило его новой учреждённой медалью Лорна Пирса за существенный вклад в канадскую литературу.
3 июня 1935 года король Георг V возвёл Робертса в рыцарское звание, наградив его орденом Святого Михаила и Святого Георгия.
В 1945 году правительством Канады Чарльз Робертс был объявлен личностью национального исторического значения.

## Известность в России
Поэт и писатель Чарльз Робертс известен читателям России только своими произведениями о природе. Его самые популярные рассказы о животных переведены на русский язык и неоднократно переиздавались в разных сборниках:
- Дети вод и лесов — Петроград: Изд-во «Медвежонок», 1915[8]
- Гладкие шкурки (рис. В. Юргенсон) — Москва : Гос.изд-во, 1928. 30 с.
- Избранные рассказы (перевод Н. Чуковского) — М. — Л.: Гос.изд-во, 1931[9]; Уфа: Башкирское книжное издательство, 1959
- Избранные рассказы (рис. А. Брей) - изд-во : Детгиз 1934-й год.
- В долинах Рингваака — М.: Географгиз, 1963
- Рыжий Лис — М.: Детская литература, 1985, 1991, М.: Азбука-классика, 2008
- Лесной бродяга — М.: Авлад-Файн, 1993
- Царь зверей — М.: Авлад-Файн, 1993
- Последняя охота Серой Рыси — М.: ТЕРРА-Книжный клуб, 2001